# Кузнецов, Михаил Николаевич (каноист)
Михаил Николаевич Кузнецов (14 мая 1985 Нижний Тагил, СССР) — российский спортсмен, выступающий в гребном слаломе-двойке, призёр летних Олимпийских игр 2008 года. Воспитанник спортивного клуба «Полюс» г. Нижний Тагил. Выступает в паре с Дмитрием Ларионовым.

## Тренеры
В 1999—2001 годах — Халтурина (Кайгородова) Татьяна Сергеевна, с 2001 года — Гвоздева Ольга Владимировна.